# Beltrand Gallicus
Beltrand Gallicus (poznat i kao Beltram Francuz, Bertrand, Boltranius Francigena; Francuska, ? — Dubrovnik, 16 st.) bio je francuski renesansni kipar i stručnjak za topništvo koji je djelovao u Dubrovniku.
U Dubrovniku je 1521. na palači Divona prema nacrtu izradio reljef s Kristovim inicijalima, okruženim vijencima i anđelima: taj je reljef jedan od najljepših renesansnih reljefa u Dubrovniku, a jer se na njemu zapažaju neka obilježja francuskoga renesansnog kiparstva, može se pretpostaviti da se Beltrand Gallicus školovao u nekoj većoj kiparskoj radionici u svojoj domovini. Izradio je medaljon u reljefu na palači Sponza. Od 1534. do 1536. u vojnoj je službi Dubrovačke Republike već kao stručnjak za topništvo ("bombardarius"). U Dubrovniku se oženio domaćom djevojkom Venerandom, kćerkom Korčulanina Antuna.

## Vanjske poveznice
- Knjižnica Filozofskog fakulteta Sveučilišta u Zagrebu – Fisković, Igor: »Kipar Beltrand Gallicus u Dubrovniku : sudionik "Posvećenja grada" oko 1520.«
- www.dubrovnikcity.com – Dubrovnik: Sponza Palace (engl.)